# Alianza Republicana Nacionalista
Die Alianza Republicana Nacionalista (Nationalistische Republikanische Allianz), kurz ARENA, ist eine rechtskonservative Partei in El Salvador.

## Geschichte
Die ARENA wurde am 30. September 1981 vom ehemaligen CIA-Agenten und Major der salvadorianischen Armee Roberto D’Aubuisson Arrieta gegründet, dessen Verwicklung in die Aktivitäten von Todesschwadronen und besonders in die Ermordung von Erzbischof Óscar Romero allgemein bekannt war.
Als Gründungsort wählte die ARENA Izalco aus, wo nach ihrer Aussage durch die „Matanza“ 1932, bei der in Izalco über ein Viertel der Bevölkerung und landesweit etwa 30.000 Menschen starben, „das Land vor dem Kommunismus gerettet“ wurde. Seitdem startet sie traditionell ihre landesweiten Wahlkampagnen in Izalco mit ihrer Parteihymne, in der es heißt, „wo die Roten ihr Ende finden werden“ (donde los rojos terminarán). Von 1981 bis 2009 kontrollierte die ARENA in Izalco die Kommunalpolitik, bis sie die Kommunalwahlen 2009 gegen die FMLN verlor.
Den Todesschwadronen fielen während des salvadorianischen Bürgerkriegs 1980–1991 weit über 30.000 Menschen zum Opfer, die mit Duldung und Unterstützung der USA verschleppt, gefoltert und ermordet wurden. Besondere Aufmerksamkeit erregten das tödliche Attentat auf Erzbischof Romero im Jahre 1980 und die Vergewaltigung und anschließende Ermordung vier US-amerikanischer Nonnen und einer Laienmissionarin 1989.
Die ARENA stellte nacheinander die Präsidenten Alfredo Cristiani Burkard, Armando Calderón Sol, Francisco Flores Pérez und Antonio Saca.

## Wahlen
Bei den Parlamentswahlen am 16. März 2003 erreichte die Partei 32,0 % der Stimmen und damit 27 von 84 Abgeordnetensitzen. Bei den Präsidentschaftswahlen am 21. März 2004 gewann der Kandidat der ARENA, Tony Saca, gegen den Kandidaten der FMLN, Schafik Handal, mit 58 % der Stimmen und wurde am 1. Juni 2004 als Präsident vereidigt. Eine unerlaubte Unterstützung der Partei vor den Präsidentschaftswahlen im Jahre 2009 durch die Hanns-Seidel-Stiftung wurde von der deutschen Bundesregierung nicht bestätigt.
Im Januar 2009 kam es zu Parlamentswahlen, die von 2000 internationalen Beobachtern überwacht wurde. Die ARENA war im Wahlkampf neben der FMLN eine der dominierenden Kräfte. Jedoch konnte die FMLN die meisten Sitze in der Nationalversammlung für sich gewinnen.
Vorsitzender der ARENA und Präsidentschaftskandidat für die Wahl 2009 wurde der ehemalige Polizeichef und Vizeminister für Sicherheit Rodrigo Ávila. Ávila setzt sich für eine strenge Sicherheitspolitik ein, will die bisherige Wirtschaftspolitik (Marktwirtschaft mit nur sehr geringem Staatseinfluss außerhalb des Sicherheitssektors) beibehalten und lehnt die geplanten Wirtschafts- und Sozialprogramme des FLMN-Gegenkandidaten Mauricio Funes deutlich ab. Allerdings unterlag Ávila knapp gegen den als gemäßigt geltenden Funes, der nach vorläufigen Ergebnissen 51 % der Stimmen für sich gewinnen konnte. Damit stellte die ARENA nach 20 Jahren erstmals nicht den Präsidenten El Salvadors. Ávila kündigte einen harten Oppositionskurs gegen die FLMN an.
Für die Präsidentschaftswahl 2014 trat Norman Quijano, der Bürgermeister von San Salvador, als Kandidat der ARENA an und bekam der 39 Prozent der Stimmen. Sein Gegenkandidat Salvador Sánchez Cerén von der FMLN erhielt 49 Prozent.